# إدي أهيرن
إدي أهيرن (بالإنجليزية: Eddie Ahern)‏ هو فارس أيرلندي، ولد في 6 ديسمبر 1977 في مقاطعة تيبيراري في جمهورية أيرلندا.